# قارة غارقة

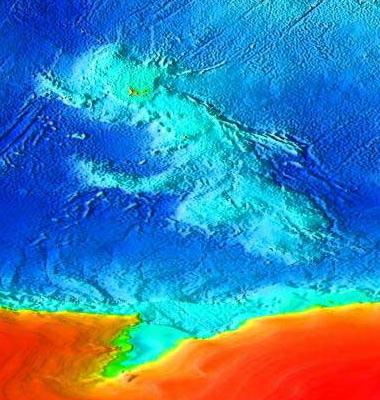
هضبة كرغولن في المحيط الهندي

القارة الغارقة هي كتلة قارية، واسعة في الحجم، ولكن تحت سطح البحر في المقام الأول. ويستخدم هذا المصطلح من قبل الجغرافيين والجيولوجيين التاريخيين في المراجع لبعض الكتل الأرضية.
الأمثلة الرئيسة عن هذا التصنيف هي زيلانديا وهضبة كيرغولن.
بحث عن الأراضي المفقودة تحت الماء في المحيط الأطلسي.
وكان هناك أيضًا بحث في 1930 عن قارة ليموريا التي يعتقد إنها غارقة ما بين القارة الهندية وسواحل الأفريقية.